# キチジ
キチジ（喜知次、吉次、黄血魚、Sebastolobus macrochir）は、カサゴ目カサゴ亜目フサカサゴ科（あるいはメバル科）に属する深海魚。近年、北海道ではキンキの名で広く流通し、旬の時期には脂の乗りが非常に良く、美味な高級魚とされている。

## 名称
キチジは、もともと宮城県での名称。地方名は、キンキ（北海道）、キンキン（北海道南部、青森県、秋田県）、メンメ（北海道東部）、メイセン（岩手県）、アカジ（茨城県）など。アイヌ語では「フレソイ」、中国語では「大翅鮶鮋」、ロシア語ではШипощёк длинноперый。

## 分布
日本列島東部沖各地、サハリンから千島列島のオホーツク海およびベーリング海の深海。日本では特に、北海道南東沖の深海に生息する。

## 形態
体は比較的細長く、赤い。鮮度が落ちると退色し、黄色に近くなる。眼が大きく、前部に凹部があり、両目の間隔は狭い。頭の両側の、目の下から頬を通る長く突出した筋がある。口も大きい。背鰭は第一と第二に分かれ、第一背鰭の後部に大きな黒斑がある。胸鰭は大きく、斧のような形状をし、下部は肥厚して突出する。
魚体の色が赤く目が大きいこと、体型や地方名が似ていることなどから、キンメダイ目キンメダイ科のキンメダイと混同されることがあるが、まったく別の白身魚である。キンメダイに目の下の筋はなく、胸鰭、背鰭は小さい。背鰭は分かれず、黒斑もない。同じく赤いサンコウメヌケ（三公目抜、Sebastes flammeus）などのメヌケ類がいるが、サンコウメヌケは個体により白っぽいものもいる。メバル（眼張）は同科別属の魚である。

## 生態
水深150-1,280メートルの大陸棚斜面に棲息し、特に水深400-600メートルに多い。産卵期は7-10月で、30万個程度を産む。主に魚、イカ、エビ、カニ、ゴカイ類などを捕食する。

## 利用
北海道や東北地方では、高級食用魚として漁獲されている。現在はトロール網や底刺し網などが使われ、網走市では魚体を傷つけにくい延縄の専業漁も行われている。カレイやタラなどの延縄漁の副産物としても捕られ、かつては手繰り網も使われた。
旬は冬。脂がよく乗っているため、焼魚・鍋・煮魚にすると特に美味である。白身でくせがなく、あらゆる料理に活用できる。身は軟らかく、小骨が少ないため、老人や子供にも食べやすい。20世紀の前半はトロール網などで大量に捕れて安価であったが、近年は旬が冬季であるために漁の安定性が確保できないことに、扱う漁師の減少などの影響や近年の燃料価格の高騰も重なり、漁獲高が減少して流通量が減少すると、逆にマスコミに注目されるようになり、水揚げが最も多い北海道沖などでは、網走漁業協同組合が「釣きんき」を商標登録するなど、地産地消の一環でブランド化しており、価格の高騰が続いている。
関東以西では祝いの席の供え物として一般的にマダイを用いるが、北海道ではキチジが用いられることが一般的である。

### 秋田県におけるキンキン
秋田県ではキンキンと呼ばれているが、特に県南部の大仙市では、結婚披露宴の料理にキンキンの尾頭付きを付けるのが伝統の通例とされ、そのキンキンの大きさで両家の家格が推し量られるとされている。また、参列者は披露宴の場でキンキンに箸を付けることは許されず、必ず家に持ち帰ってキンキンかやき（キンキンを入れた醤油ベースの鍋）にして家族で頂くこととされている。これらの風習は、高齢者の間では当然のこととされていたが、時代とともに薄れる傾向にある。

## 調理法
日本では刺身、しゃぶしゃぶ、焼魚、煮魚、干物、粕漬け、酒蒸し、鍋物、ムニエル、飯寿司など。
北海道の郷土料理でも用いられる。北海道の東部沿岸地域では、茹で上げ、ウスターソース（中濃ソース）・醤油を掛けて食するお湯煮の食文化がある。これは、旬の北海道沖で捕れるものは身が淡白で脂が非常に多いため、魚からの出汁や脂が美味しく、特に味付け（醤油、砂糖などを使った煮付け）などをしなくとも食べられ、とても美味であるためである。